# 정동영
정동영(鄭東泳, 1953년 7월 27일~)은 대한민국의 정치인이다. 주요 경력으로는 제15·16·18·20·22대 국회의원, 제31대 통일부 장관이 있으며, 현재는 제44대 통일부 장관직을 역임하고 있다. 정치 입문 전에는 MBC에서 기자와 앵커로 있었다.

## 생애
1953년 전북특별자치도 순창군에서 정진철과 이영옥의 자녀 4남 4녀 중 장남이자 다섯째로 태어났다. 아버지 정진철은 20세 때 전북 순창군 구림면 금융조합 서기로 5년간 재직하고, 26세에 순창군 구림면장을 1년간 재직했다. 어린 시절 아버지를 잃었는데 훗날 중학생 시절 아버지를 가장 존경했다고 밝혔다.
전주초등학교, 전주북중학교, 전주고등학교 졸업을 거쳐 서울대학교에 재수로 입학해 국사학과를 전공했다. 학창 시절 반(反)유신독재 투쟁을 벌이다 수감되었고, 이후 강제징집되어 1977년 육군 병장으로 전역했고 서울대를 나온 후 1978년 MBC에 입사해 언론인으로 변신했다. 17년간 정치부 기자, 로스앤젤레스 특파원 등을 지냈으며, 1994년부터 1996년까지 MBC 뉴스데스크 주말 앵커로 활동했다.

### 정계 입문
1996년 1월 MBC에서 퇴사 후 권노갑 의원에게 새정치국민회의 인재 영입 관련 제의 및 의뢰를 받은 옛 대학 시절 친구이자 국무총리, 교육부 장관 등을 지낸 이해찬 의원의 권유를 받아 새정치국민회의에 입당하여 정치인으로 변신한 그는, 이후 제15대 총선에서 전주시 덕진구 국회의원 후보로 출마, 전국 최다득표로 당선되어 15대 국회에 입성하며 정치 활동을 시작했다. 국회의원으로 재직하면서 새정치국민회의 당무위원 겸 대변인·총재 특보·청년위원장 등을 역임했다.
2000년 '40대 기수론'을 내걸고 새천년민주당 최고위원으로 당선되었다. 이를 바탕으로 2002년 제16대 대통령 선거에 도전해 끝까지 완주했으나 노무현에게 밀려 패했다. 정동영은 경선 결과를 승복, 노무현의 선대위 산하 국민참여운동본부에서 추미애와 함께 공동 선대위원장을 맡으며 선거를 총지휘했다. 그 결과 노무현은 이회창을 이기고 제16대 대통령으로 당선되었다.
참여정부 출범 이후 정동영은 기존 동교동계로 구성된 당권에 대한 개혁을 요구하였고, 이로 인해 민주당 내에서 개혁파로 알려지게 되었다. 소위 천정배, 신기남, 정동영 등 당내 개혁을 주장했던 인사들을 일컫어 '천신정' 이라고 부른다. 2003년 9월 정동영은 새천년민주당을 탈당했고, 2개월 뒤 열린우리당 창당을 주도하였다.

### 탄핵 역풍과 제17대 총선에서의 압승
2004년 3월 초, 17대 총선을 앞두고 노무현 대통령은 기자클럽 간담회 방송에 출연해 "국민들이 이번 총선에서 열린우리당을 지지해줄 것을 기대한다" 는 발언을 하였다. 그러나 중앙선거관리위원회가 이를 대통령의 선거중립의무 위반으로 지적했고, 이에 한나라당과 새천년민주당은 노무현 대통령에 대한 탄핵소추안을 발의하였으며 자유민주연합과 국민통합21 등 기타 세력들이 동참하였다. 표결 당일인 3월 12일, 열린우리당 의원들은 의사당을 점거하고 탄핵소추안 발의를 저지하려 하였으나 박관용 국회의장이 경호권을 발동하여 열린우리당 의원들은 모두 의사당 밖으로 퇴장당했다. 당시 정동영은 의장석에서 야당 의원들의 진입을 가로막으며 끝까지 대치하였으나, 출동한 경호원들과 야당 의원들에 의해 결국 국회 밖으로 끌려나갔다. 그렇게 열린우리당 의원들을 모두 퇴장시킨 뒤 진행된 탄핵소추안 표결에서 찬성 193표, 반대 2표가 나왔고 결국 노무현 대통령의 탄핵소추안은 가결되었다. 노무현 대통령의 직무는 즉시 정지되었으며 고건 국무총리가 대통령 권한대행을 맡게 되었다. 탄핵안 표결 종료 이후 열린우리당 의원들은 의사당 내로 들어와 무릎을 꿇고 유권자들에게 사죄문을 발표하였으며 정동영은 이 때 마이크를 잡고 사과문을 읽었다.
그러나 탄핵을 반대하는 유권자들로부터 엄청난 역풍을 불러일으켰으며, 전국에서 노무현 대통령의 탄핵을 반대하는 촛불집회가 확산되었다. 이로 인해 열린우리당의 지지율은 한나라당을 제치고 1위를 올라섰으며 일각에서는 개헌저지선 확보도 가능하다는 분석이 나왔다. 정동영은 비례대표 22번으로 출마했으며, 선거대책위원회 위원장을 맡아 선거운동을 지휘하였다.
그러나 4월 1일 젊은 층의 투표를 독려하기 위한 취지로 "어르신들은 투표를 안하고 집에서 쉬셔도 괜찮아요. 왜냐하면 그분들은 앞으로의 미래를 결정할 분들이 아니니까요. 하지만 젊은이들은 앞으로의 미래가 걸려있기 때문에 투표를 꼭 해야 합니다"라는 발언이 집중적으로 언론에 보도되었고, 이것이 노인 폄하 발언이라는 논란이 일었다. 이 무렵부터 탄핵의 영향으로 상승한 열린우리당의 지지율은 하락세를 보이기 시작했고, 엎친데 덮친격으로 박근혜 대표가 취임한 한나라당이 역풍을 엎고 돌풍을 일으키면서 위기를 맞이하게 되었다. 결국 이를 무마하기 위해 비례대표직을 사퇴한다. 총선 결과 열린우리당은 152석을 얻으며 제1당으로 올라섰고, 정동영은 출구조사가 나온 뒤 눈물을 보였다. 그러나 애초에 개헌저지선 돌파도 가능하다는 초기의 분석과 달리 폭발적이었던 지지율을 끌고 오지 못하면서 결국 한나라당에게 121석을 내주게 되었다.
2004년 5월 14일, 헌법재판소가 노무현 대통령의 탄핵소추안을 기각하면서 노무현은 다시 직무에 복귀하였다. 한달 뒤 열린 열린우리당 당 지도부들과의 만찬에서 노무현 대통령은 열린우리당에 수석 당원으로 정식 입당하였다.

### 참여정부 내각 참여
17대 국회에서 제1당이 된 열린우리당은 행정수도 이전, 사학법 폐지 등 참여정부의 주요 공약들에 대한 법안을 밀어붙히며 의정 활동을 전개해나갔다. 정동영은 원외에서 당의장을 맡으며 당을 이끌다, 2005년 통일부 장관으로 입각되면서 의장직을 사퇴하게 되었다. 노무현 대통령은 정동영에게 통일부 장관직과 더불어 NSC 상임위원장직을 겸직시켰고, 이로 인해 참여정부 내 정동영의 정치적 입지는 더욱 올라가게 되었다. 2005년 6월 17일 평양을 방문하여 김정일과 단독 면담을 갖고 6자회담 및 남북관계 전진에 대한 방안을 논의하고 귀경하였다. 
2006년 통일부 장관 임기 종료 후 다시 열린우리당으로 복귀, 의장직을 맡으며 제4회 전국동시지방선거를 이끌었으나 전북을 제외한 모든 시도를 한나라당과 민주당에게 내주며 참패하였고 결국 의장직을 사퇴하게 되었다.

### 2007년 대통령 선거
2007년 1월 당시 범여권의 유력 후보로 꼽히던 서울특별시장 출신 고건 前 총리가 기권하고, 열린우리당에서 개편된 대통합민주신당은 곧바로 경선에 진입한다. 본인을 비롯하여 유시민, 손학규, 한명숙, 이해찬이 출마했으나, 유시민은 첫판부터 기권한다. 당초 손학규가 유리한 것으로 보였으나 이 과정에서 박스떼기 논란 및 국민통합추진본부의 차량 동원 의혹이 발생하였고, 결국 경선은 정동영에게 유리하게 돌아간다. 이에 위협을 받은 친노는 한명숙이 이해찬을 지지하며 사퇴하는 등 최대한 단일대오를 구축하려 했으나, 조직력 면에서 다소 유리했으며 노무현 정부와 차별화를 강조한 정동영은 대통합민주신당의 대통령 후보로 선출되었다.
그러나 당시 참여정부와 집권여당에 대한 국민적인 피로감 등으로 사실상 여당(노무현의 탈당으로 인하여 아직 법적으로 여당은 없었음)이었던 대통합민주신당의 지지율은 10%대 수준으로 매우 낮았고, 정동영 본인의 지지율 또한 20%에도 달하지 못하는 등 그야말로 매우 낮은 지지율로 허덕이는 상태였다. 여론조사 또한 이회창보다 낮게 나와 3위를 기록하기도 했다. 이를 무마하기 위해 50%의 압도적인 지지율을 달리며 당선 가능성이 유력해 보였던 한나라당 이명박 후보를 상대로 네거티브 전략을 펼치기도 했으나, 지지율에는 효과는 없었으며, 또다른 범여권의 주자인 이인제와 문국현, 권영길 등과의 단일화를 시도했으나 모두 실패했다.
비록 막판에 호남 및 범여권 지지자들을 결집시키며 이회창이 갖고 있던 2위 자리를 탈환하기도 했고 개표 극 초반에는 이명박을 누르고 앞서는 등 범여권에서는 '역전'을 기대하기도 했으나, 최종개표에서 결국 26.1%를 득표하여 중도정당(제1당) 역사상 최저 득표율을 기록함과 동시에 이명박에게 531만표차의 패배로 대통령을 내주고 말았다.

### 대선 이후
대선 패배 이후 한동안 자숙했으며, 바로 이듬해에 치러진 제18대 총선에서는 당의 요청으로 서울 동작구에서 출마하였으나 정몽준에게 패하여 낙선하였다.
2009년 4월 29일 재선거에서 무소속으로 출마하여 제18대 국회의원에 당선됐다. 2010년 2월 10일 민주당에 복당했다. 2015년 1월 11일에는 새정치민주연합에서 탈당하여 국민모임에 참여했으나. 정의당과의 통합신당에는 참여하지 않는다고 하였다. 2016년 2월 18일에는 국민의당 합류를 선언하였다.
20대 총선에서 전북 전주시 병 선거구(구 전주 덕진)에 출마해 현역인 김성주 더불어민주당 의원을 전주권 최다표차로 누르고 4선에 성공하였다. 2018년 2월 5일, 국민의당과 바른정당의 합당에 반대해 국민의당을 탈당하였고, 2월 6일 창당된 민주평화당의 구성원으로 참여하였다. 그해 8월 5일 민주평화당 대표에 당선되었다. 정동영 민평당 대표의 임기는 2020년 8월 4일까지였다. 정 신임대표는 68.57%를 득표해 41.43%를 득표한 유성엽 후보, 29.97%를 득표한 최경환 후보 등을 제쳤다. 대표 당선 이후, "정의당보다 더 정의롭게 가겠다"고 하면서 '희망버스'로 상징되는 한진중공업과 쌍용차 해직자 분향소, 전교조 위원장의 단식 농성장 등을 방문하는 등 좌클릭 행보를 보였다. 하지만 민평당은 중도개혁을 표방했기 때문에 당내에서도 불만의 목소리가 나왔다.

## 학력
- 1965년 전주초등학교 졸업
- 1968년 전주북중학교 졸업
- 1971년 전주고등학교 (48회 졸업)
- 1979년 서울대학교 인문대학 국사학과 학사
- 1987년 웨일스대학교 대학원 저널리즘학 석사

## 경력
- 1971년 - 전주고등학교 졸업(48회)
- 1972년 - 서울대학교 국사학과 입학
- 1978년 - MBC 입사
- 1979년 - 서울대학교 국사학과 학사
- 1982년 - MBC 보도국 정치부·사회부 기자
- 1985년 - 《MBC 뉴스데스크 간추린 뉴스》 앵커
- 1988년~1989년 《MBC 0시뉴스》 앵커
- 1988년 - 《MBC 뉴스데스크》 임시 주말 앵커 (2월 20·21일)
- 1989년 - MBC 보도국 로스앤젤레스 특파원
- MBC 통일부 차장
- MBC 보도국 부장
- 1993년 - 《통일전망대》 앵커 및 진행
- 1993년 - 《집중조명, 오늘》진행
- 1994년 - 《MBC 뉴스데스크》 임시 주말 앵커
- 1994년 9월 11일~1996년 1월 7일 《MBC 뉴스데스크》 주말 앵커
- 1995년 - MBC 대토론 제1회 전국동시지방선거 서울특별시장 후보 진행
- 1995년 - MBC 선택 95 제1회 전국동시지방선거 개표방송 진행
- 1996년 - MBC 퇴사(1996년 1월 8일)
- 1996년 4월 11일 - 대한민국 제15대 국회의원 선거 당선(전북 전주시 덕진구, 새정치국민회의, 초선)
- 1996년 5월~2000년 5월 - 제15대 국회의원(전북 전주시 덕진구, 새정치국민회의→새천년민주당, 초선)
  - 1996년 5월~1998년 5월 - 제15대 국회 전반기 국방위원회 위원
  - 1998년 5월~2000년 5월 - 제15대 국회 후반기 과학기술정보통신위원회 위원
- 1996년~2000년 - 새정치국민회의 전라북도 지부 전주시 덕진구 지구당위원장
- 1996년 - 새정치국민회의 대변인, 당무위원
- 1998년 - 제2회 전국동시지방선거 새정치국민회의 고건 서울특별시장 후보 선거대책본부 기획단 단장
- 1999년 - 새정치국민회의 총재 특별보좌역
- 1999년 - 새정치국민회의 신당창당준비위원회 청년위원장
- 2000년 - 새천년민주당 창당준비위원회 청년위원장
- 2000년 4월 13일 - 대한민국 제16대 국회의원 선거 당선(전북 전주시 덕진구, 새천년민주당, 재선)
- 2000년 5월~2004년 5월 - 제16대 국회의원(전북 전주시 덕진구, 새천년민주당→무소속→열린우리당, 재선)
  - 2000년 5월~2002년 5월 - 제16대 국회 전반기 과학기술정보통신위원회 위원
  - 2002년 5월~2004년 5월 - 제16대 국회 후반기 재정경제위원회 위원
- 2000년~2003년 - 새천년민주당 전라북도 지부 전주시 덕진구 지구당위원장
- 2000년 - 새천년민주당 대변인, 최고위원
- 2002년 - 새천년민주당 상임고문
- 2002년 - 한국인터넷정보학회 회장
- 2002년 - 월드컵을 사랑하는 사람들의 모임 대표
- 2002년 3월~2002년 4월 - 제16대 대통령 선거 새천년민주당 경선후보(최종 2위)
- 2002년 - 제16대 대통령 선거 새천년민주당 노무현 대통령 후보 대통령선거대책위원회 국민참여운동본부 본부장
- 2004년 1월~2004년 5월 - 열린우리당 당의장
- 2004년 7월~2005년 12월 - 31대 통일부 장관 취임(의장직 사임)
- 2004년 8월 - 국가안전보장회의 상임위원장
- 2006년 2월~2006년 6월 - 열린우리당 당의장
- 2006년 2월~2006년 6월 - 열린정책연구원 이사장
- 2006년 2월~2006년 6월 - 열린우리당 중앙위원회 의장
- 2006년 6월 9일 - 지방선거 패배 후 의장직 사임
- 2007년 8월~2007년 10월 - 제17대 대통령 선거 대통합민주신당 경선후보(최종 1위)
- 2007년 10월 15일~2007년 12월 19일 - 제17대 대통령 선거 대통합민주신당 후보
- 2008년 5월~2009년 3월 - 민주당 서울특별시당 동작구 을 지역위원회 위원장
- 2009년 4월 29일 - 2009년 대한민국 재보궐선거 당선(전북 전주시 덕진구, 무소속, 3선)
- 2009년 4월~2012년 5월 - 제18대 국회의원(전북 전주시 덕진구, 무소속→민주당→민주통합당, 3선)[20]
  - 2009년 5월~2010년 5월 - 제18대 국회 전반기 외교통상통일위원회 위원
  - 2010년 6월~2012년 5월 - 제18대 국회 후반기 외교통상통일위원회 위원
  - 2010년 12월~2012년 5월 - 제18대 국회 후반기 환경노동위원회 위원
- 2010년 2월 - 민주당 복당[14]
- 2010년 3월~2011년 12월 - 민주당 상임고문
- 2010년 3월~2011년 12월 - 민주당 전라북도당 전주시 덕진구 지역위원회 위원장
- 2010년 10월 - 민주당 수석최고위원
- 2010년 12월 - 민주당 남북평화특별위원회 위원장
- 2011년 12월~2013년 5월 - 민주통합당 상임고문
- 2011년 12월~2012년 5월 - 민주통합당 전라북도당 전주시 덕진구 지역위원회 위원장
- 2012년 5월~2013년 5월 - 민주통합당 서울특별시당 강남구 을 지역위원회 위원장
- 2013년 5월~2014년 3월 - 민주당 상임고문
- 2013년 5월~2014년 3월 - 민주당 서울특별시당 강남구 을 지역위원회 위원장
- 2014년 3월~2015년 1월 - 새정치민주연합 상임고문
- 2014년 3월~2014년 10월 - 새정치민주연합 서울특별시당 강남구 을 지역위원회 위원장
- 2014년 4월 - 제6회 전국동시지방선거 새정치민주연합 중앙선거대책위원회 공동위원장
- 2015년 2월 - 새정치민주연합 탈당
- 2016년 2월 - 국민의당 입당
- 2016년 4월 13일 - 대한민국 제20대 국회의원 선거 당선(전북 전주시 병, 국민의당, 4선)
- 2016년 5월~2020년 5월 - 제20대 국회의원(전북 전주시 병, 국민의당→무소속→민주평화당→민생당, 4선)
  - 2016년 6월~2018년 5월 - 제20대 국회 전반기 국토교통위원회 위원
  - 2016년 7월~2018년 5월 - 제20대 국회 전반기 미래일자리 특별위원회 위원장
  - 2018년 6월~2020년 5월 - 제20대 국회 후반기 국토교통위원회 위원
- 2017년 1월 - 국민의당 국가대개혁위원회 위원장
- 2017년 4월~2017년 5월 - 제19대 대통령 선거 국민의당 안철수 대통령 후보 선거대책위원회 공동선거대책위원장
- 2018년 8월~2020년 2월 - 민주평화당 대표 겸 상임고문
- 2018년 8월~2020년 2월 - 민주평화정책연구원 이사장 겸 이사
- 2020년 2월~2020년 4월 - 민생당 상임고문
- 사단법인 대륙으로 가는 길 이사장
- 덕성여자대학교 석좌교수
- 사단법인 완주전주통합추진연합회 고문
- 상생과 통일 포럼 고문
- 2022년 1월~ - 더불어민주당 복당
- 2022년 6월~ - 더불어민주당 상임고문
- 2023년~ - 재단법인 김대중기념사업회 상임고문
- 2024년 4월 10일 - 대한민국 제22대 국회의원 선거 당선(전북 전주시 병, 더불어민주당, 5선)[1][21]
- 2024년 5월 - 제22대 국회의원(전북 전주시 병, 더불어민주당, 5선)
  - 2024년 6월~ - 제22대 국회 전반기 과학기술정보방송통신위원회 위원
  - 2024년 12월~ - 제22대 국회 순직 해병 수사 방해 및 사건 은폐 등의 진상규명을 위한 국정조사 특별위원회 위원장
- 2024년 5월~ - 더불어민주당 전북특별자치도당 전주시 병 지역위원회 위원장
- 2024년 10월~ - 더불어민주당 한반도평화경제특별위원장
- 2025년 7월~ - 제44대 통일부 장관

## 평가

### 6.25 전쟁에 대한 만주 폭격 발언 논평
1996년 6월 24일 전방부대를 시찰한 자리에서 김영삼 대통령은 북한은 세계의 모든 나라에 도움을 요청하고 있지만 마지막으로 도울 수 있는 나라는 동족인 우리뿐이라는 사실을 모르고 있다고 지적했다. 그리고 이 자리에서 "6.25 당시에 만주를 폭격했으면 통일을 이룰 수 있었다"고 발언하여 여야간 극한 언쟁이 오갔다. 당시 국민회의 정동영 대변인은 "국가이익을 현저하게 해칠 우려가 있는 발언을 한 것은 대통령의 직무와 관련해 탄핵소추도 가능한 발언이라고 본다"는 논평을 냈고 집권당인 신한국당의 김 철 대변인은 "어느 쪽의 안보를 지키려는 정당인지 의심이 들 정도라는 점을 얘기하지 않을 수 없다. 국민회의는 북한에 대해 그렇게 미안하고 조심스러운지 묻고 싶다"는 논평을 논평을 냈다.
 당시 공방의 발단은 김영삼 대통령의 지난 24일 중부전선 시찰 당시 발언으로 김영삼대통령은 심각한 북한 상황과 한국전쟁의 참상을 회고하고 당시 맥아더 장군이 주장했던 만주폭격이 가능했더라면 이미 통일 될 수도 있었을 것이라면서 철저한 안보태세를 당부했다. 그러자 국민회의측은 어제와 오늘 잇따라 비난공세에 나섰고 신한국당측도 민감하게 반응했다. 양쪽 공방은 김영삼 대통령의 발언이 과연 우리 국민의 안보의식에 어떤 영향을 줄 것인지에 초점이 맞춰줬다. 국민회의 정동영대변인은 만주북폭 지지발언은 국가안보를 위태롭게 할 수 있는 중대한 발언이라고 규정을 했다. 그러자 신한국당 김철 대변인은 전방부대를 방문한 자리에서 과거의 통일의 기회를 아쉬워하면서 젊은세대들에게 안보의 중요성을 강조하는 의미에서 이같은 회상을 한 것은 매우 자연스럽게 어떻게 보면 당연하다는 논평으로 김영삼 대통령을 비호했다. 또 이번 발언이 지금은 우호국(?)이 되었다는 된 중국과의 관계에 어떤 영향을 미칠 것인지도 논란이 됐다. 정동영대변인은 한중 우호에 악영향을 초래하고 간접적으로 외환을 불러올 수도 있는 중대한 발언이라는 것이라고 논평했고 신한국당의 김철 대변인은 반세기전의 전쟁 상황을 기준한 대통령의 발언이 어떻게 해서 현재의 한중 한러 관계에 영향을 준다는 얘기인지 이해할 수 없다는 논평을 냈다. 새정치국민회의는 김영삼 대통령이 전국민한테 이 발언을 해명해야 한다고 촉구했고 신한국당은 당시 공산당을 제외한 대다수 국민이 맥아더의 주장을 지지했으며 지금도 대다수 국민들이 그대로 했다면 통일이 됐을 것으로 생각하고 있다면서 국민회의가 6.25에 대한 기본적 이해도 결여돼있을 뿐 아니라 어느쪽 안보를 지키려는 정당인지 의심이 들 정도라고 반박했다.

### 1997년 안기부 기획 입북 발언
1997년 오익제 천도교 교령의 월북사건이 터지자 당시 정치권은 "오익제 천도교 교령이 새정치국민회의 상임 고문을 지낸 경력이 있다"며 당시 집권당인 신한국당에서 국민회의에 오익제 월북에 대한 해명을 촉구했다. 신한국당의 공세에 당시 국민회의의 정동영 대변인은 "정보기관이 밀파했을 가능성이 높고 기획입북의 가능성이 있다"며 역공세를 취했다. 그러자 당시 국가안전기획부가 즉각 반박하여 국민회의당사에 안기부 요원을 파견하여, "정동영 의원을 안기부에 대한 명예훼손혐의로 조사한다"며 국민회의를 압박했다. 국가안전기획부는 정동영 의원을 "국가기관인 안기부에 대한 명예훼손혐의로 형사고발한다"며 국민회의를 위협하는 상황이 벌어져 험악한 분위기가 조성되었다.

안기부가 국민회의 정동영 의원에 대해 "정동영 의원이 논평에서 언급한 제보자를 조사하겠다"며 수사에 나서자 정동영의원은 "자신의 기획입북 주장이 오해의 소지를 사게 됐다"며 자신의 잘못을 시인한다. 그러나 안기부는 기획입북 발언의 잘못을 시인까지 한 정동영 의원에 대해 "8월 27일 10시까지 안기부 청사로 나오라"며 소환을 요구하여 과거 군사정권식의 야당탄압의 극치를 보여주었다. 이에 대해 국민회의는 소환에 불응하였으나 안기부는 소환에 불응하는 국민회의와 정동영에 대해 "강제구인의 조치가 있을 것"이라며 과거 군사정권수준의 횡포를 보여주었다. 안기부는 정동영에게 2차 소환장을 보내 "정동영 의원이 소환에 불응할 경우 정식 구인하겠다"며 위협하자 정동영은 결국 9월 8일 참고인 자격으로 한 조사에서 기획입북이나 밀파 의혹 등은 제보자의 말을 설명하면서 기획입북 주장은 무의식적으로 한 명백히 잘못된 것이라고 진술했으며, 안기부 직원들의 명예를 훼손한 데 대해 사과했다. 그럼에도 불구하고 안기부는 국민회의측이 납득할 만한 사과와 해명을 하지 않을 경우 법적인 조치를 밟아 가겠다고 국민회의를 위협했다. 이렇게 김영삼말기까지 대선에까지 개입하여 야당의원을 탄압하며 횡포를 부리던 안기부는 1998년 국가정보원으로 개칭되어 역사속으로 사라지게 되었다.

### 전두환 노태우 법적 심판및 사면에 대한 논평
1997년 12월 22일, 새정치국민회의 정동영대변인은 전두환 노태우 두 전직 대통령의 석방에 대해서 "국민화합의 차원에서 국민들도 이해하고 용서할 것으로 본다"는 논평을 발표했다.
12월 23일, 동아일보에서 정동영 대변인은 전두환 노태우의 진심어린 반성을 전제로 "국민이 용서와 화합의 차원에서 전노 사면을 이해해주리라 믿는다"는 국민회의의 입장을 발표했다.

### 노인 폄하 논란
2004년 3월 26일 대구 그랜드호텔에서 노컷뉴스-국민일보-iTV의 대학생 총선기자단 VJ팀(동영상팀)과 가진 인터뷰에서 "(이번 총선에서) 60대 이상 70대는 투표 안해도 괜찮다. 그 분들은 집에서 쉬셔도 된다"는 발언으로 노인폄하 논란이 일었다.
한국기자협회는 노컷뉴스-국민일보-iTV 총선기자단의 '정동영 노인 폄하 발언' 보도 등 총선관련 기획을 <제 17대 총선보도 특별상> 수상자로 선정했다.
미래는 20대, 30대들의 무대라구요. 그런 의미에서 한 걸음만 더 나아가서 생각해보면 60대 이상 70대는 투표 안해도 괜찮아요. 꼭 그 분들이 미래를 결정해놓을 필요는 없단 말이에요.
그분들은 어쩌면 이제 무대에서 퇴장하실 분들이니까... 그분들은 집에서 쉬셔도 되고 20대, 30대는 지금 뭔가 결정하면 미래를 결정하는데 자기의 이해관계가 걸려 있잖아요.— 2004년 3월 26일 노컷뉴스-국민일보 인터뷰 중 정동영 발언-

이 발언이 알려지면서 야권 및 시민 단체등으로부터 노인 폄하라며 비판을 받게 되었고 대한노인회는 정동영의 정계은퇴를 요구하며 항의집회를 열기도 했다. 민주당 김재두 부대변인은 "세대간 갈등을 부추기는 망언을 개탄한다" 고 비판했고 한나라당 한선교 대변인은 "정 의장 발언은 60~70대를 반대세력으로 선전하며 20~30대 결집을 유도한 의도적 발언으로 의심된다"고 말했다. 전국노년유권자연맹 전수철 총재는“정 의장의 노인 비하 발언으로 전국 400만 노인들이 분노하고 있다”고 항의했다. 당시 열린우리당 박영선 대변인은 "60, 70대를 거론한 부분은 어린 학생기자들에게 미래의 주역임을 강조하다 나온 얘기로 답변의 본뜻이 아니었다"며, "정치적 관심이 높은데도 정작 투표는 잘 안하는 20, 30대에게 투표토록 독려한 게 진의였다"고 해명하였다. 또한 당시 직접 취재한 기자는 "발언이 확대보도 되고 있다"며, "우리의 모든 프로그램 전체(총 8분 내외)를 모두 보지 않은 채 그 부분만을 강조하는 기존의 언론태도에 더욱 당황스럽다"며 "우리는 기존의 매체와는 다른 보도 형태를 보여주고자 시도하였고 우리의 순수한 동기가 조금 왜곡되는 것 같아 마음이 씁쓸하다"며 취재 후기를 밝혔다. 그러나 파문은 가라앉지 않았고 결국 정동영은 비례대표 후보를 사퇴하며 17대 총선에서 낙선하였다.

### 무소속 후보 재보선 전주 향리 출마
2009년 4월 6일 민주당이 정동영의 전주 덕진 공천을 배제키로 최종 확정했다. 그러나 이에 반발하고 국회의원 재선거에 나서겠다며 탈당했다. 이 때문에 지도부의 (지역주의 극복을 위한) 의도를 무효시켰다는 의견과 공천 배제 자체에 대한 실망함을 느끼는 의견 등 한동안 논란이 되었다. 한편“잠시 민주당의 옷을 벗지만 다시 함께할 것”이라며 무소속으로 당선된 뒤 복당할 뜻을 밝히기도 하였다,신건 같이 당선 돼어다

### 개성공업지구 방북 불허
"남북 관계의 숨구멍인 개성공단은 무슨 일이 있어도 지켜내야 한다"를 말한 정동영의 발언에 불구하고 통일부는 그의 개성공업지구 방문을 불허하였다.

### 폭행 피해
2011년 8월 15일 정동영은 반값등록금 시위에 참석을 하였는데, 이 자리에서 50대로 추정되는 여자 에게 머리카락을 잡히며 "김대중 노무현 앞잡이, 빨갱이"라는 말을 들었다.

## 주장

### 대통합민주신당 성격
2007년 5월 20일 자신의 홈페이지에 올린 '대통합민주신당을 지역주의로 규정한 것에 반대합니다'라는 제목의 글을 통해 "통합신당을 지역주의로의 회귀라거나, 호남과 충청의 연합이라고 규정하는 것은 본질에 대한 분명한 왜곡"이라며 주장했다. 그는 "영남의 지역주의가 나쁘듯이 호남의 지역주의도 똑같이 나쁘다는 평면적인 인식에서 출발하고 있는 것"이라며 "호남의 그것은 영남의 패권적 지역주의와 차별에 반대하는 저항적이며 개혁적이고 파생적인 성격을 띠고 있다"고 말했다. 또한 "정권에 대한 영남의 지지율을 올리는 것이 지역주의 해소에 도움이 된다는 식의 접근은 영남패권주의에 대한 굴복이며 대연정은 이 같은 시각과 인식의 산물"이라며 "대통령의 시도는 실제로도 성공하지도 못했고 지역 패권주의는 싸워야 할 대상이지 화해하거나 손잡을 대상이 아니기 때문"이라고 말했다. 또한 "열린우리당을 포함한 비한나라당 세력이 지금 통합신당을 만들려는 것은, 평화와 개혁을 지향하며 수구에 반대하는 제반 세력을 복원하려는 작업"이라며 "그것을 두고 지역연합이라든가 지역주의 부활이라고 비판하는 것은 개혁세력의 결집을 막는 일"이라고 덧붙였다.

## 가족 관계
- 아버지: 정진철(1921년~1971년) 일제시대 전라도 순창군 면장, 전라북도 도의원
- 어머니: 이형옥 여사(1918년~2005년)
- 아내: 민혜경 여사(1956년~)
- 자녀: 슬하 2남

## 수상 경력
- 1996년 - 기자가 뽑은 올해의 인물
- 2000년 - 밝은정치시민연합 새천년 밝은 정치인상
- 2000년 - 백봉 라용균 선생기념사업회 제2회 백봉신사상
- 2001년 - 한국언론인연합회 올해의 정치인
- 2018년 - 아시아문화경제진흥대상 정치외교부문
- 2018년 - 경제정의실천시민연합 선정 국정감사 우수의원
- 2020년 - 2019년도 입법 및 정책개발 우수 국회의원

## 저서
- 《개나리아저씨》(1999년)
- 《개성역에서 파리행 기차표를》(2007년)
- 《중산층 나라를 만들겠습니다》(2007년)
- 《트위터는 막걸리다》(2010년)[50]
- 《10년 후 통일》(2013년)

## 역대 선거 결과
|  | 89.91% |

|  | 88.24% |

|  | 38.26% |

|  | 26.14% |

|  | 41.50% |

|  | 72.27% |

|  | 39.26% |

|  | 20.15% |

|  | 47.72% |

|  | 32.04% |

|  | 82.08% |

## 소속 정당
| 소속 정당 | 소속 정당      | 소속 기간 | 비고           |
| --------- | -------------- | --------- | -------------- |
|           | 새정치국민회의 | 1996~2000 | 정계 입문      |
|           | 새천년민주당   | 2000~2003 | 합당           |
|           | 무소속         | 2003      | 탈당           |
|           | 열린우리당     | 2003~2007 | 창당           |
|           | 무소속         | 2007      | 탈당           |
|           | 대통합민주신당 | 2007~2008 | 창당           |
|           | 통합민주당     | 2008      | 합당           |
|           | 민주당         | 2008~2009 | 당명 변경      |
|           | 무소속         | 2009~2010 | 탈당           |
|           | 민주당         | 2010~2011 | 복당           |
|           | 민주통합당     | 2011~2013 | 합당           |
|           | 민주당         | 2013~2014 | 당명 변경      |
|           | 새정치민주연합 | 2014~2015 | 합당           |
|           | 무소속         | 2015      | 탈당           |
|           | 국민모임       | 2015      | 창당준비위원회 |
|           | 무소속         | 2015~2016 | 창준위 소멸    |
|           | 국민의당       | 2016~2018 | 입당           |
|           | 무소속         | 2018      | 탈당           |
|           | 민주평화당     | 2018~2020 | 창당           |
|           | 민생당         | 2020~2022 | 합당           |
|           | 무소속         | 2022      | 탈당           |
|           | 더불어민주당   | 2022~현재 | 복당           |

## 같이 보기
- 대한민국 제16대 대통령 선거
- 대한민국 제17대 대통령 선거
- 대한민국의 통일부 장관
- 대한민국의 정치
- 전주시 덕진구 (선거구)
- 전주시 병
- 전주시의 국회의원
- 전주시 덕진구의 국회의원
- 한반도 분단